# The Line (canción)
«The Line» es el tercer sencillo del álbum Concrete and Gold, que será estrenado el 1 de mayo de 2018. El álbum debutó como #1 en el Billboard 200 siendo la tercera vez que la banda logra esto, y alcanzó al #24 en el Alternative Songs. Esta canción se lanzó como una canción promocional una semana antes del lanzamiento del álbum. Era la tercera canción lanzada en la promoción del álbum, después de "Run" y "The Sky Is a Neighborhood". 
En octubre de 2017, la canción fue incluida en comerciales para TBS en la postemporada de Major League Baseball.

## Antecedentes
"The Line" es una canción del noveno álbum de estudio, Concrete and Gold, y fue la tercera canción lanzada antes del lanzamiento del álbum, después de "Run" y "The Sky Is a Neighborhood". Fue lanzado el 7 de septiembre de 2017, algunos periodistas describiéndolo como un sencillo, y otros simplemente describiéndolo como un sencillo promocional. La canción fue lanzada para la transmisión de música, y lanzada como una descarga instantánea grat: permite a una persona que predijo el álbum, recibir la canción de forma instantánea antes del lanzamiento del álbum. El 17 de abril de 2018, la canción se lanzará como el tercer sencillo del álbum.